# Henry Timken
Henry Timken (Bremen, 16 de agosto de 1831 — 1909) foi um inventor alemão.